# Jean Michelin (écrivain)
Pour les articles homonymes, voir Jean Michelin et Michelin.
Jean Michelin, né en 1981 à Troyes, est un militaire et écrivain français.

## Biographie
Jean Michelin étudie de 1996 à 2001 au Prytanée national militaire de La Flèche, où il est lauréat du prix d'Honneur en 2001. Il rejoint ensuite l’École spéciale militaire de Saint-Cyr Coëtquidan (promotion Général Vanbremeersch) qu'il termine en 2004 titulaire d'un master en relations internationales.
Officier d’infanterie, il sert comme d'abord chef de section au 1er régiment de tirailleurs puis est nommé commandant de compagnie au 16e bataillon de chasseurs. Durant cette période, il participe à de multiples opérations au Kosovo, au Liban, en Guyane et enfin en Afghanistan, en particulier en Kapisa.
Après sa scolarité de l’École de guerre au sein de l’US Army Command and General Staff College, à Fort Leavenworth (Kansas), il devient plume du général d’armée aérienne Denis Mercier, alors commandeur allié de la transformation de l’OTAN, à Norfolk (Virginie).
En 2017, Jean Michelin publie Jonquille aux éditions Gallimard, récit de son expérience de commandant de compagnie en Afghanistan. L'ouvrage reçoit le Prix des cadets de l'École de Saint-Cyr en juillet 2018 et le prix l'Union nationale des officiers de réserve et organisations de réservistes (UNOR) 2018.

Son expérience afghane l’incite à écrire tout d’abord pour partager son récit mais aussi pour faire vivre la mémoire de ceux morts au combat.
« C’est important pour un militaire d’écrire. On nous encourage à le faire. La culture aide une société à s’approprier son histoire. Et l’Afghanistan, cela fait partie de l’histoire de France. »
En 2018, il rejoint le pôle rayonnement de l’armée de terre à Paris pour notamment contribuer à la rédaction de la revue Inflexions. 
Chef BOI (bureau opérations instruction) au 92e régiment d'infanterie à Clermont-Ferrand de 2020 à 2022, il est déployé au Mali dans le cadre de l'opération Barkhane ; il est ensuite affecté à l'état-major de l'armée de terre. De juin 2023 à juillet 2025, il exerce le commandement du 1er régiment de tirailleurs, qu'il emmène en mission Aigle en Roumanie de septembre 2024 à janvier 2025.
Il publie son deuxième livre et premier roman, Ceux qui restent, aux éditions Héloïse d'Ormesson en août 2022,,,,. Dans ce roman, il aborde la question délicate de l'impact de la guerre sur les militaires, leurs proches et les traumatismes qui peuvent en résulter. Ceux qui restent est sélectionné et fait partie des trois finalistes pour le Grand prix de l’Académie française 2022. Ce roman reçoit le prix Le Temps Retrouvé 2022, ainsi que le prix Edmée-de-La-Rochefoucauld en 2023. 
Dans ses livres, sur Twitter ou dans ses nombreuses participations au podcast Le Collimateur, il explique et raconte l'armée de terre française, ses hiérarchies, son fonctionnement, les hommes qui la composent contribuant ainsi à maintenir le lien Armées-Nation.
Il est marié et père d'un enfant.

## Citation
« S’interroger sur la beauté de la guerre est donc plus complexe qu’il n’y paraît. Parce qu’il faut convoquer dans cette réflexion la façon dont on l’envisage dans sa globalité, comme expérience sensorielle, comme expression d’un certain nombre de valeurs, comme activité humaine nécessitant une forme d’exaltation, comme point de départ de la possibilité d’une narration et d’une expression artistique »

— Jean Michelin, « Éditorial », Inflexions, vol. 44, no 2,‎ 2020, p. 9 (ISSN 1772-3760, DOI 10.3917/infle.044.0009, lire en ligne, consulté le 6 août 2022).

## Œuvres
- Jonquille : Afghanistan, 2012, Paris, Éditions Gallimard, coll. « Blanche », novembre 2017, 368 p. (ISBN 9782072738647)
- Ceux qui restent : roman, Paris/53-Mayenne, Éditions Héloïse d'Ormesson, août 2022, 240 p. (ISBN 9782350877891)
  - Prix Le Temps retrouvé 2022, Prix Edmée-de-La-Rochefoucauld 2023
- Nous les moches, Éditions Héloïse d'Ormesson, août 2025, 256 p. (ISBN 9782350879956)[25]

### Publications
- « L’incompressibilité du temps », Inflexions, vol. 54, no 3,‎ 2023, p. 83-88 (DOI 10.3917/infle.054.0083, lire en ligne)
- « Mythe et réalité de la frontière dans l’espace américain », Inflexions, vol. 43, no 1,‎ 2020, p. 117-122 (DOI 10.3917/infle.043.0117)
- « La 317e Section, un mythe pour les soldats français », Inflexions, vol. 42, no 3,‎ 2019, p. 37-42 (DOI 10.3917/infle.042.0037)
- « Quel allié sommes-nous ? », Inflexions, vol. 41, no 2,‎ 2019, p. 117-122 (DOI 10.3917/infle.041.0117)
- avec Denis Mercier, « L’innovation vue du Commandement allié Transformation », Revue Défense Nationale, vol. 809, no 4,‎ 2018, p. 39-45 (DOI 10.3917/rdna.809.0039)